# Dashboard (Informationsmanagement)
Als Dashboard wird im Informationsmanagement eine grafische Benutzeroberfläche bezeichnet, die zur Visualisierung von Daten dient. Der Name stammt vom englischen Begriff für ein Armaturenbrett im Auto und bezieht sich darauf, dass wie auf  einem Armaturenbrett bedarfsgerecht auf einen Blick Informationen aus verschiedenen Quellen visualisiert werden.
Dashboards werden in einer Vielzahl von Bereichen eingesetzt; ein frühes Anwendungsfeld war die Administration von Servern. Typische Funktionen eines Dashboards für Sysadmins sind Anzeigen von Zugriffen, Benutzern, Reaktionszeiten, Cache-Funktionen und ‑Problemen. Die zentrale Aufgabe eines Dashboards ist es, dem Administrator Informationen zu geben, mit denen er Probleme und ihre Ursachen erkennen kann, so dass er Server- oder Netzwerk-Einstellungen, Datenbanken im Hintergrund oder Hard- und Software verbessern kann.
In der Finanzwirtschaft werden beispielsweise Entwicklungen von Key Performance Indicatoren angezeigt.
In einem Buch über das Interfacedesign von Information dashboards wird definiert:

„A dashboard is a visual display of the most important information needed to achieve one or more objectives; consolidated and arranged on a single screen so the information can be monitored at a glance.“

## Eigenschaften
Um die jeweils benötigten Informationen auf einen Blick erfassbar zu machen, müssen Dashboards Komplexität reduzieren. Sie müssen abstrakte Darstellungen wählen und auf die konkreten Bedürfnisse anpassbar sein. Sinnvoll kann es sein, ein progressives Design zu wählen, bei dem Informationen nur dann eingeblendet werden, wenn sie gerade von Bedeutung sind. Letzteres entspricht in der analogen Welt Warnleuchten, die nur angehen, wenn ein Problem vorliegt.